# Maafushivaru
Maafushivaru est une petite île inhabitée des Maldives. Son nom signifie « île des fleurs ». C'est une des nombreuses îles-hôtel des Maldives, dont elle accueille depuis 1991 le Twin Island Resort, dorénavant le Maafushivaru Resort.
Elle voisine l'île de Dhehasanulunboihuraa, qui ne comprend pas d'habitat permanent ou temporaire, mais bien une piste d'hélicoptère pour le transfert vers les hôtels des environs.

## Géographie
Maafushivaru est située dans le centre des Maldives, au Sud de l'atoll Ari, dans la subdivision de Alif Dhaal. 